# C.Hosahalli, Alur
C.Hosahalli là một làng thuộc tehsil Alur, huyện Hassan, bang Karnataka, Ấn Độ.